# Färöische Fußballmeisterschaft 1950
Die Färöische Fußballmeisterschaft 1950 wurde in der Meistaradeildin genannten ersten färöischen Liga ausgetragen und war insgesamt die achte Saison.
Meister wurde B36 Tórshavn, die den Titel somit zum dritten Mal erringen konnten. Titelverteidiger TB Tvøroyri landete auf dem zweiten Platz.
Im Vergleich zur Vorsaison verschlechterte sich die Torquote auf 4,76 pro Spiel, was den niedrigsten Schnitt seit 1947 bedeutete. Den höchsten Sieg erzielte TB Tvøroyri mit einem 13:1 im Heimspiel gegen VB Vágur, was zugleich das torreichste Spiel darstellte.

## Modus
Aufgrund des Rückzuges von HB Tórshavn II aus der Meistaradeildin spielte jede Mannschaft nun an acht Spieltagen jeweils zwei Mal gegen jede andere. Die punktbeste Mannschaft zu Saisonende stand als Meister dieser Liga fest, eine Abstiegsregelung gab es nicht.

## Saisonverlauf
B36 Tórshavn leistete sich nur beim 2:2 im Heimspiel gegen KÍ Klaksvík sowie beim 1:1 im Auswärtsspiel gegen TB Tvøroyri Punktverluste, ansonsten konnten alle Spiele gewonnen und die Meisterschaft somit errungen werden.

## Abschlusstabelle
| Pl. | Verein          | Sp. | S | U | N | Tore    | Quote | Punkte |
| --- | --------------- | --- | - | - | - | ------- | ----- | ------ |
| 1.  | B36 Tórshavn    | 8   | 6 | 2 | 0 | 027:600 | 4,50  | 14:20  |
| 2.  | TB Tvøroyri (M) | 8   | 4 | 1 | 3 | 032:110 | 2,91  | 09:70  |
| 3.  | HB Tórshavn     | 8   | 4 | 1 | 3 | 019:120 | 1,58  | 09:70  |
| 4.  | KÍ Klaksvík     | 8   | 2 | 2 | 4 | 012:240 | 0,50  | 06:10  |
| 5.  | VB Vágur        | 8   | 1 | 0 | 7 | 003:400 | 0,08  | 02:14  |

| (M) | Meister des Vorjahrs |

## Spiele und Ergebnisse
|              | B36    | HB  | KÍ     | TB  | VB    |
| ------------ | ------ | --- | ------ | --- | ----- |
| B36 Tórshavn |        | 2:1 | 2:2    | 2:1 | 5:0   |
| HB Tórshavn  | 1:5    |     | 1:1    | 4:1 | 4:0   |
| KÍ Klaksvík  | 0-:- 1 | 3:2 |        | 1:6 | 4:2   |
| TB Tvøroyri  | 1:1    | 0:1 | 0-:- 2 |     | 13:10 |
| VB Vágur     | 0:5    | 0:5 | 0-:- 3 | 0:4 |       |

## Spielstätten
| Mannschaft   | Stadion        | Spielort |
| ------------ | -------------- | -------- |
| B36 Tórshavn | Gundadalur     | Tórshavn |
| HB Tórshavn  | Gundadalur     | Tórshavn |
| KÍ Klaksvík  | Við Djúpumýrar | Klaksvík |
| TB Tvøroyri  | Sevmýri        | Tvøroyri |
| VB Vágur     | Á Eiðinum      | Vágur    |